# كرم مطاوع
كرم مطاوع، ممثل ومخرج مصري، (ولد في 7 ديسمبر عام 1933 بمدينة دسوق، وتوفي في 9 ديسمبر عام 1996) عمل بالمسرح المصري في الستينات بجانب سعد أردش وألفريد فرج وغيرهم. حصل على ليسانس الحقوق ثم بكالوريوس المسرح من المعهد العالي للدراما عام 1955.
التحق بأكاديمية الفنون في روما ثم عاد إلى مصر وقدّم أول أعماله بمسرحية «الفرافير» عام 1964، ثم تبعها بمسرحية «ياسين وبهية» من تأليف نجيب سرور، كذلك قدم مسرحية «الفتى مهران» عام 1965، وهي من تمثيله وإخراجه.

## الحياة الشخصية
تزوج بالإيطالية مارجريت وأنجب منها التوأم عادل وكريم ويقيمان حاليا في إيطاليا ثم تزوج سهير المرشدي 
وأنجب منها حنان مطاوع ، ثم كانت زيجته الأخيرة بالمذيعة ماجدة عاصم.

## دراسته
حصل على ليسانس الحقوق من جامعة عين شمس وتخرج في معهد الفنون المسرحية عام 1956 والتحق بالمسرح الشعبي وقام بإخراج مسرحية " شعب الله المختار " لعلي أحمد باكثير وشارك في بطولة مسرحية " وراء الأفق "ليوجين أونيل" من أخراج حسن عبد السلام وفي أكتوبر 1958 – أوفد إلى إيطاليا ليستكمل دراساته بأكاديمية روما في الأكاديمية الوطنية للفنون الدرامية وقام برحلة فنية في بعض الدول الأوروبية مثل إنجلترا وفرنسا وألمانيا والنمسا ليتعرف على الاتجاهات الحديثة في فنون المسرح وعاد إلى مصر في أوائل عام 1964 وكانت مسرحية الفرافير هي أولى مسرحياته التي يقوم بإخراجها بعد عودته في أبريل 1964 ولكن الصراع الذي نشب بينه وبين المؤلف بعد نجاح المسرحية نقديا وجماهيريا تسبب في إيقاف عرض المسرحية رغم أنها كانت تعد من أبرز عروض المسرح المصري في الستينيات بحثا عن التأصيل والتجذير لأشكال المسرح المصري لكن هذا العرض بعد الدراسة ارتدى الشكل المسرحي الغربي وخاصة عند الإيطالي ليوجي بيراندللو.
وفي عام 1966 قدّم فيلم «سيد درويش» وقد شاركته البطولة فيه الفنانة هند رستم، ثم قدّم في عام 1967 فيلم «إضراب الشحاتين» والذي شاركته بطولته الفنانة لبنى عبد العزيز وهو من إخراج حسن الإمام.
انقطع بعد ذلك عن السينما لمدة تصل إلى عشرين عاما وتفرغ خلالها للمسرح وقدّم خلال تلك الفترة مسرحيات:
- يا بهية وخبريني (من تأليف نجيب سرور).
- وطني عكا (من تأليف الكاتب عبد الرحمن الشرقاوي).
- ليلة مصرع جيفارا.
- ثأر الله (وهي ممنوعة من العرض).

في بداية السبعينات نزل بالجزائر مدرسا لطلبة المعهد الوطني للفنون الدرامية ببرج الكيفان حتى 1975
تخرج على يديه فنانون جزائريون أصبحوا فيما بعد رواد المسرح الوطني في التسعينات من بين هؤلاء «مرير جمال» و«رماس حميد» و«عياد مصطفى» و«صوفيا» و«زياني شريف» وغيرهم كثيرون.
وعند عودته إلى التمثيل بالسينما من جديد كانت أفلام المقاولات بالسبعينات قد سادت، وجانبه التوفيق في اختيار الأفلام التي مثّلها في تلك الآونة مثل «أنا والعذاب وهواك»، «امرأة للأسف»، «المشاغبات الثلاثة» إلخ.
وكان آخر أفلامه السينمائية هو فيلم «المنسي» عام 1993 مع عادل إمام، يسرا، ومصطفى متولي.
تولى مسئولية البيت الفني للمسرح، وهو مكتشف الفنانة سعاد نصر وكان أستاذها بمعهد التمثيل وهو من شجعها.

## وفاته
توفي في يوم الإثنين 9 ديسمبر عام 1996 عن عمر يناهز 63 عاماً بعد إصابته بسرطان الكبد.

## الحياة الفنية

### أفلامه
- سيد درويش
- إضراب الشحاتين
- أنا والعذاب وهواك
- امرأة للأسف
- المشاغبات الثلاث
- مصرع الذئاب.
- خطة الشيطان.
- ياسين وبهية (مع سهير المرشدي) إخراج صاحب حداد.
- لا تطفئ الشمس.
- اتنين على الهوا.
- دليل الاتهام.
- الذكاء المدمر.
- معركة النقيب ناديه
- لحظة خطر 1991
- المنسي وهو آخر أعماله السينمائية سنة 1993 مع عادل إمام

### مسلسلاته
- الصبر في الملاحات.
- الأنصار....مسلسل تاريخي 1986
- إمرأه وثلاثة وجوه.
- أرابيسك. 1994
- أم البنات.
- برديس.
- الحرملك.
- الصمت (1993)
- أمرأة مختلفة 1984
- حالة حاصة 1985
- بلاغ النائب العام
- بين الحقيقة والخيال.
- الذكاء المدمر.
- أبداً لم يكن حباً
- ناس ولاد ناس. 1993
- حسن ارابيسك 1993
- الطریق الی القدس
- جواري بلا قيود
- الآنسة كاف
- ميراث السنين
- نقوش من ذهب ونحاس
- الحفار

### مسرحياته
- الحسين ثائرا من إخراجه ومن تأليف الأديب عبد الرحمن الشرقاوي.
- إيزيس من إخراجه ومن تأليف توفيق الحكيم.
- ديوان البقر من إخراجه ومن تأليف الكاتب أبو العلا السلامونب.
- 727 من إخراجه وهي من المسرحيات القلائل التي مثل فيها الفنان محمود عبد العزيز.
- خشب الورد يقال عنها نفس ما قيل عن مسرحية 727.
- السؤال (مع سهير المرشدى) إخراج كمال ياسين.
- أوديب.
- هاملت.
- دنيا البيانولا من إخراجه ومثل فيها الفنان جميل راتب ومن خلالها عرفه الجمهور.
- اليهودي التائه إخراج محمد صديق وتأليف يسرى الجندي.
- بردة البوصيري من إخراجه (مع عبد الوارث عسر، عبد الرحيم الزرقاني، محمد الطوخي، محمد السبع).
- وا عروبتاه قدمها على مسرح بغداد.

### الجوائز
حصل على وسام الفنون من الدرجة الأولى من جمال عبد الناصر. كما تم تكريمه في مهرجان قرطاج.